# Dones en arqueologia

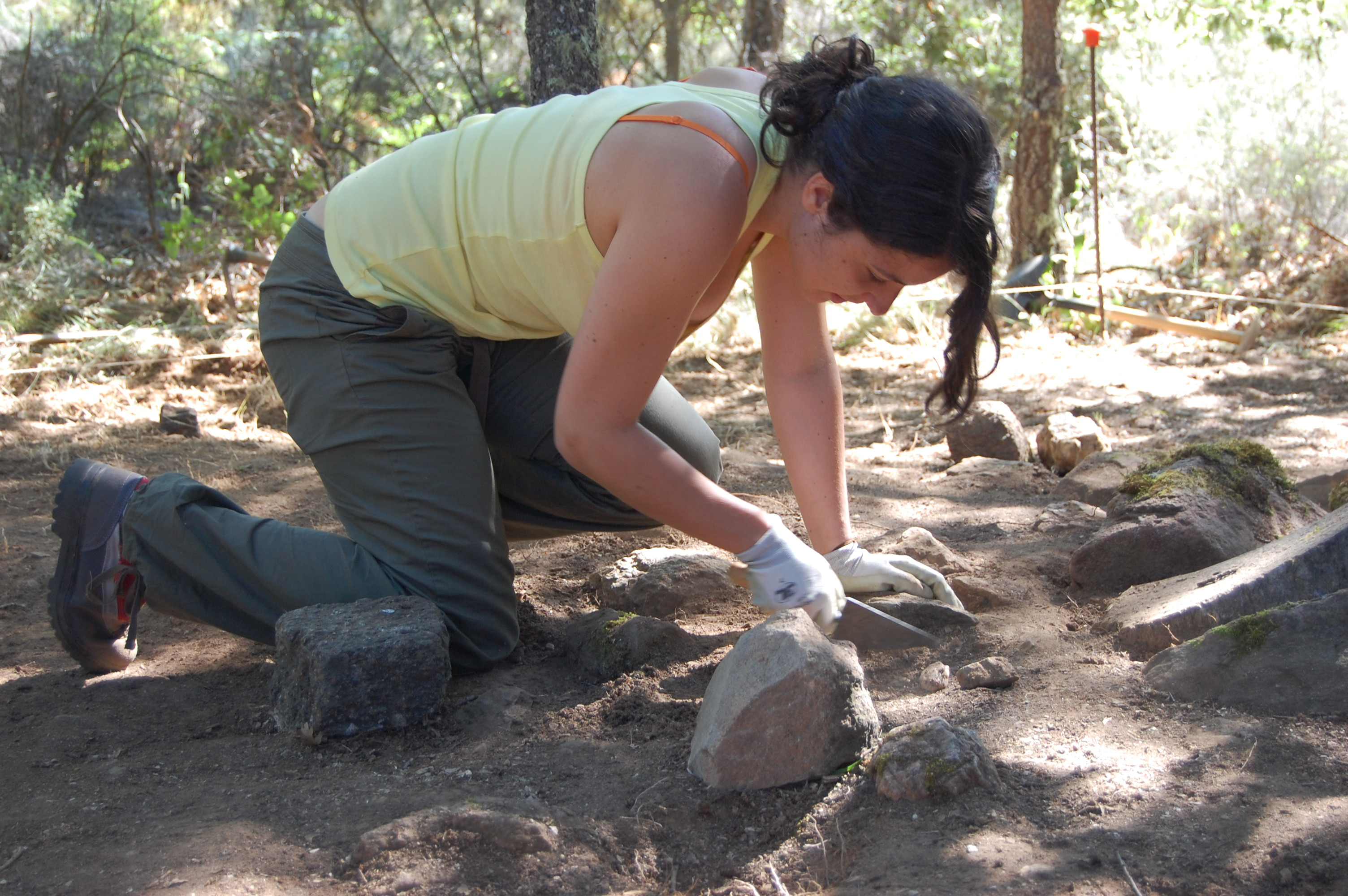
Arqueòloga

Les dones a l'arqueologia és un aspecte de la història de l'arqueologia i el tema de les dones en la ciència en general. Al segle XIX es va desanimar a les dones de dedicar-se a l'arqueologia, però al llarg del segle XX va augmentar la participació i el reconeixement de l'experiència. Tanmateix, les dones de l'arqueologia s'enfronten a la discriminació per raó del seu gènere i moltes pateixen assetjament en el lloc de treball.

## Història

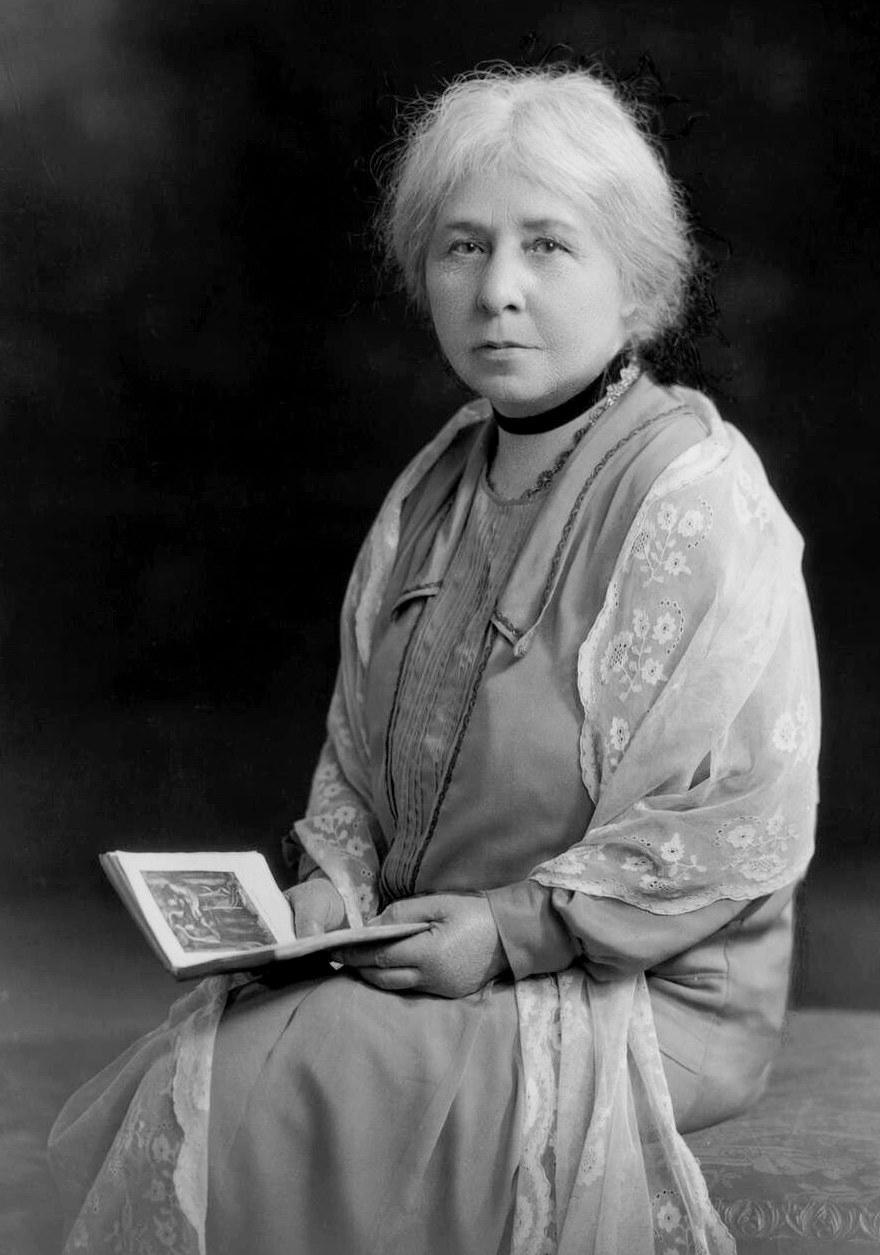
Margaret Murray (1863–1963) va ser la primera dona que va ser nomenada professora d'arqueologia al Regne Unit.

Com a camp d'estudi professional, l'arqueologia es va establir inicialment com a disciplina acadèmica al segle XIX i es va desenvolupar normalment a partir de persones dedicades a l'estudi de les antiguitats. Abans de l'època victoriana, les dones del Canadà, el Regne Unit i els Estats Units poques vegades es dedicaven a l'arqueologia professional (tot i que en aquesta època, l'arqueologia no era tant una professió com la pràctica d'individus rics, amb treballadors pagats per emprendre l'excavació). La participació de les dones en el camp es va desanimar, tant per part dels homes com de la pressió de la societat, ja que l'ocupació va masculinitzar la visió acceptada de les dones com a mestresses de casa i educadores. Fins i tot després que van començar a entrar al camp, la reticència dels companys masculins a acceptar-los en el treball de camp, va portar moltes dones a escollir funcions fora de l'acadèmia, buscant llocs en museus o en associacions de preservació cultural. A Europa, les dones sovint entraven a la disciplina com a companyes d'investigació amb els seus marits o per conèixer les cultures quan els seus cònjuges eren enviats a llocs avançats colonials o camps missioners. A partir de mitjans de la dècada de 1850, els centres d'educació superior per a dones van començar a oferir cursos separats per a dones i a la dècada de 1870 diversos països europeus van obrir els plans d'estudis universitaris a les dones. Encara que les dones eren acceptades en l'estudi de l'arqueologia, poques vegades se les considerava iguals i sovint no eren admeses a societats prestigioses, o se'ls permetia completar la formació en el camp. L'arqueòloga sueca Hanna Rydh va ser una excepció, com ho va ser l'arqueòloga francesa Madeleine Colani, però més típiques eren les lluitades batalles de dones com Edith Hall, Harriet Boyd Hawes, Marina Picazo, Eugénie Sellers Strong i Blanche E. Wheeler per emprendre projectes d'excavació. Més típicament, dones com l'arqueòloga alemanya Johanna Mestorf, que va treballar com a conservadora de museus i acadèmica; escriptors com l'egiptòleg britànic Amelia Edwards i la persa Gertrude Bell, i el persa francès Jean Dieulafoy, que van viatjar i van escriure sobre excavacions durant els seus viatges; i dones com Tessa Wheeler, que va ajudar el seu marit recopilant informes i recaptant diners, van ser les pioneres de les dones arqueòlogues.
Al tombant del segle xx, dones britàniques com Eugénie Sellers Strong, que ensenyava a l' Institut Arqueològic d'Amèrica i a l'Escola Britànica de Roma i Margaret Murray, que donava classes al University College de Londres, van començar a incorporar-se a les files del personal universitari. A l'època de la Primera Guerra Mundial, la majoria de les dones que treballaven en l'arqueologia estaven emprades als museus. Les dones arqueòlogues o directores de museus destacades inclouen la danesa Maria Mogensen, la grega Semni Karouzou i les espanyoles Concepción Blanco Mínguez i Ursicina Martínez Gallego Per tallar-se els seus propis nínxols, les dones normalment es centraven en investigacions properes al lloc on vivien o de les seves cultures autòctones, o van emprendre estudis que investigaven els articles de la llar típicament ignorats pels homes. Per exemple, Marija Gimbutas es va centrar en temes d'Europa de l'Est fins i tot després de traslladar-se als Estats Units; Lanier Simmons, que volia estudiar la cultura maia, va acabar investigant més a prop de casa per les obligacions familiars; i Harriet Boyd es van centrar en objectes i estris domèstics. Grecia Anna Apostolaki, Dinamarca Margrethe Hald, Espanya Felipa Niño Mas i la sueca Agnes Geijer es van convertir en experts en tèxtils; La danesa Elisabeth Munksgaard es va centrar en la roba, mentre que la noruega Charlotte Blindheim va estudiar vestits i joies víkings. La ceràmica i l'art també eren temes sobre els quals es centraven les dones.
Abans de la dècada de 1970, fins i tot dones com Gertrude Caton-Thompson, Hilda Petrie i Elizabeth Riefstahl, pioneres en egiptologia que havien fet contribucions distingides al camp, eren omeses de les recopilacions d'experts que treballaven en el camp. Si s'esmentaven les dones, els seus papers es van banalitzar. Durant el New Deal, la Works Progress Administration va patrocinar excavacions a llocs de monticles d'Alabama, Geòrgia i Carolina del Nord, que van permetre que dones de color i dones de classe treballadora participessin en treballs arqueològics; tanmateix, les definicions de feminitat basades en la classe i la raça van reduir la participació àmplia de les dones blanques, que tendien a centrar-se a participar en organitzacions d'aficionats.

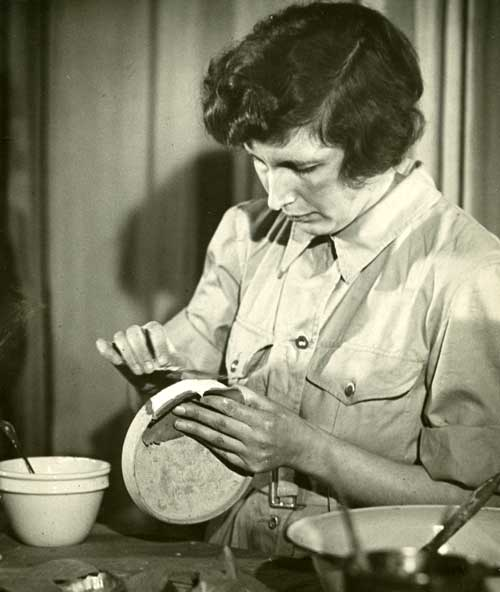
Ione Gedye (1907–1990) va establir el departament de conservació de l'Institut d'Arqueologia de la UCL.

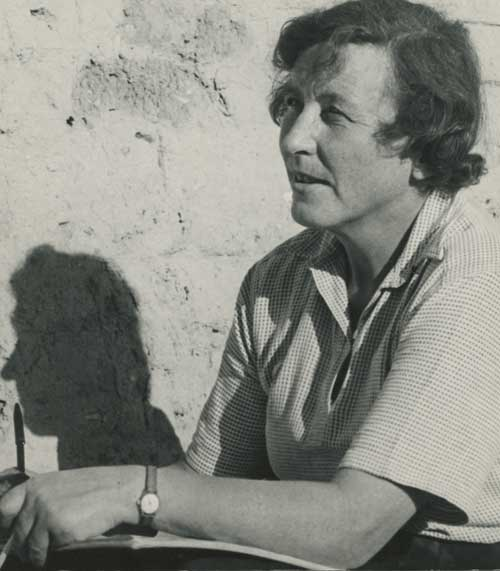
Kathleen Kenyon

## Conservació arqueològica

### Història de la dona en la disciplina
Analitzar de manera crítica el paper de la dona en l'arqueologia des de la professionalització de la disciplina al segle XIX fins a l'actualitat és una tasca crucial a emprendre. Tot i que hi ha algunes publicacions sobre el tema, es pot dir que en general en sabem poc, i que l'absència de dones a les històries de l'arqueologia ens ha de portar a reflexionar amb urgència sobre la manera com s'escriuen les cròniques disciplinàries.

### Sostre de vidre
Les estadístiques mostren que les dones experimenten un sostre de vidre a l'arqueologia acadèmica. Sue Hamilton, la directora de l'UCL Institute of Archaeology, va assenyalar que entre el 60 i el 70% dels estudiants de grau i postgrau de l'institut eren dones, igual que la majoria dels seus investigadors postdoctorals. Tanmateix, la proporció de dones entre el personal acadèmic permanent no ha estat mai superior al 31%. Les dones estan cada cop més subrepresentades a cada rang acadèmic de l'institut: el 38% dels professors són dones, el 41% dels professors superiors, el 17% dels lectors i només l'11% dels professors. Un estudi del 2016 va trobar un patró similar a les universitats australianes. Tot i que el 41% dels arqueòlegs acadèmics eren dones, hi va haver un desequilibri en la representació femenina a les beques d'investigació (67%) en comparació amb els llocs de classe superior (31%). Aquest estudi va identificar un sostre de vidre de "dos nivells": les dones eren menys propenses a obtenir llocs de permanència permanents i les que ho feien també tenien més dificultats per avançar als rangs superiors. L'any 1994, al voltant del 15% dels arqueòlegs que treballaven a les 30 principals institucions acadèmiques del camp eren dones.
D'altra banda, va ser dins de l'arqueologia acadèmica quan les dones van trencar per primera vegada el sostre de vidre en diverses universitats britàniques. Dorothy Garrod va ser la primera dona que va ocupar una càtedra (en qualsevol matèria) a la Universitat de Cambridge o a la Universitat d'Oxford, després d'haver estat nomenada professora d'arqueologia de Disney a Cambridge el 1939. Kathleen Kenyon va ser directora en funcions de l' Institut d'Arqueologia de la Universitat de Londres durant la Segona Guerra Mundial. Rosemary Cramp va ser la primera dona que va ocupar una càtedra a la Universitat de Durham, després d'haver estat nomenada professora d'arqueologia el 1971.

### L'assetjament i l'agressió sexual
El 2014, la Survey Academic Field Experiences (SAFE) va enquestar a prop de 700 científics sobre les seves experiències d'assetjament i agressió sexual durant el treball de camp. L'enquesta estava dirigida a investigadors de camp de diverses disciplines (per exemple, antropòlegs, biòlegs), però els arqueòlegs constituïen el grup més gran d'enquestats. L'enquesta va confirmar que l'assetjament sexual i l'agressió eren problemes "sistèmics" als llocs de camp, amb un 64% dels enquestats que van informar que havien patit personalment assetjament i un 20% que havien patit personalment una agressió sexual. Les dones, que constituïen la majoria dels enquestats (77,5%), tenien més probabilitats d'haver experimentat ambdues experiències i també eren més propenses a informar que aquestes experiències es produïen "regularment" o "freqüentment". Els objectius gairebé sempre eren estudiants o investigadors primerencs, i els autors tenien més probabilitats de ser membres més alts de l'equip de recerca, tot i que l'assetjament i l'agressió per part dels companys i membres de les comunitats locals també eren relativament freqüents. Les experiències denunciades van anar des de "comportaments alienants inadvertits" fins a avenços sexuals no desitjats, agressions sexuals i violacions. Pocs enquestats van trobar que hi havia codis de conducta o procediments d'informació adequats. Els autors de l'enquesta SAFE van destacar els impactes negatius significatius que aquestes experiències tenen sobre la satisfacció laboral, el rendiment, la progressió professional i la salut física i mental de les víctimes.

## Dones arqueòlogues destacades
- Linda Braidwood (1909–2003), Estats Units, Arqueologia del Pròxim Orient.[28]
- Gertrude Caton-Thompson (1888–1985), Regne Unit, Egiptologia[18]
- Grace Crowfoot (1879–1957), Regne Unit, tèxtils arqueològics.[29]
- Niède Guidon (Born 1933), Brasil, Arqueologia prehistòrica de les civilitzacions sud-americanes.
- Frederica de Laguna (1906–2004), Estats Units, Cultures natives d'Alaska.[30]
- Caroline Dormon (1888–1971),[4] Estats Units, Pobles indígenes de Louisiana.[31]
- Edith Hall Dohan (1877–1943), Estats Units, Civilitzacions etrusques i mediterrànies.[32]
- Cecily Margaret Guido (1912-1994), Regne Unit, Assentaments prehistòrics.[33]
- Harriet Boyd Hawes (1871–1945), Estats Units, Cultures minoica i mediterrània[34]
- Dorothy Cross Jensen (1906–1972),[4] Estats Units, Iraq i pobles indígenes de Nova Jersey[35]
- Semni Karouzou (1897–1994), Grècia, Arqueologia clàssica.[36]
- Mary Butler Lewis (1903–1970), Estats Units, Hudson Valley[4]
- Margaret Murray (1863–1963), Índia/Regne Unit,Egiptologia.[29]
- Hilda Petrie (1871–1957),Irlanda, egiptòleg.[29]
- Dorothy Popenoe (1899–1932), Regne Unit, Maies hondurenys i època precolombina.[4]
- Tatiana Proskouriakoff (1909–1985), Rússia/Estats Units, maia de Guatemala i mexicana[37]
- Elizabeth Riefstahl (1889–1986), Estats Units, Egiptologia.[18]
- Doris Stone (1909–1994), Estats Units, Prehistòria de Costa Rica i Hondures[38]
- Marian E. White (1921—1975), Estats Units, Gent d'Erie, Nació Neutral, Wenrohronon[4]
- Sara Yorke Stevenson (1847–1921), Estats Units, Egiptologia i Pròxim Orient.
- Zheng Zhenxiang (1929–2024), Xina, Dinastia Shang[39]
- Marija Gimbutas (1921–1994), Lituània/Estats Units, Cultures neolítiques i de l'edat del bronze de la Vella Europa i Hipòtesi dels kurgans.

## Galeria d'imatges

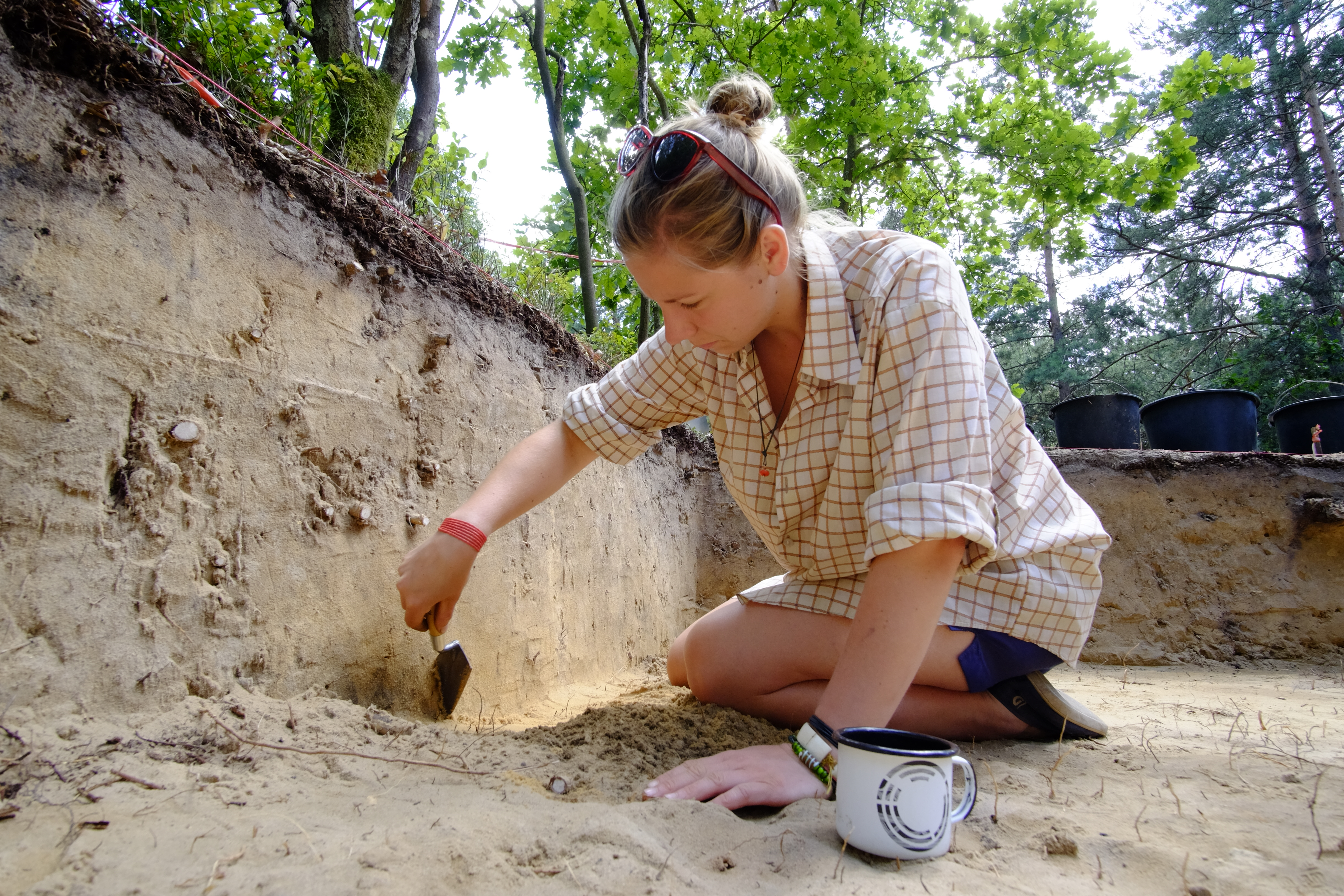
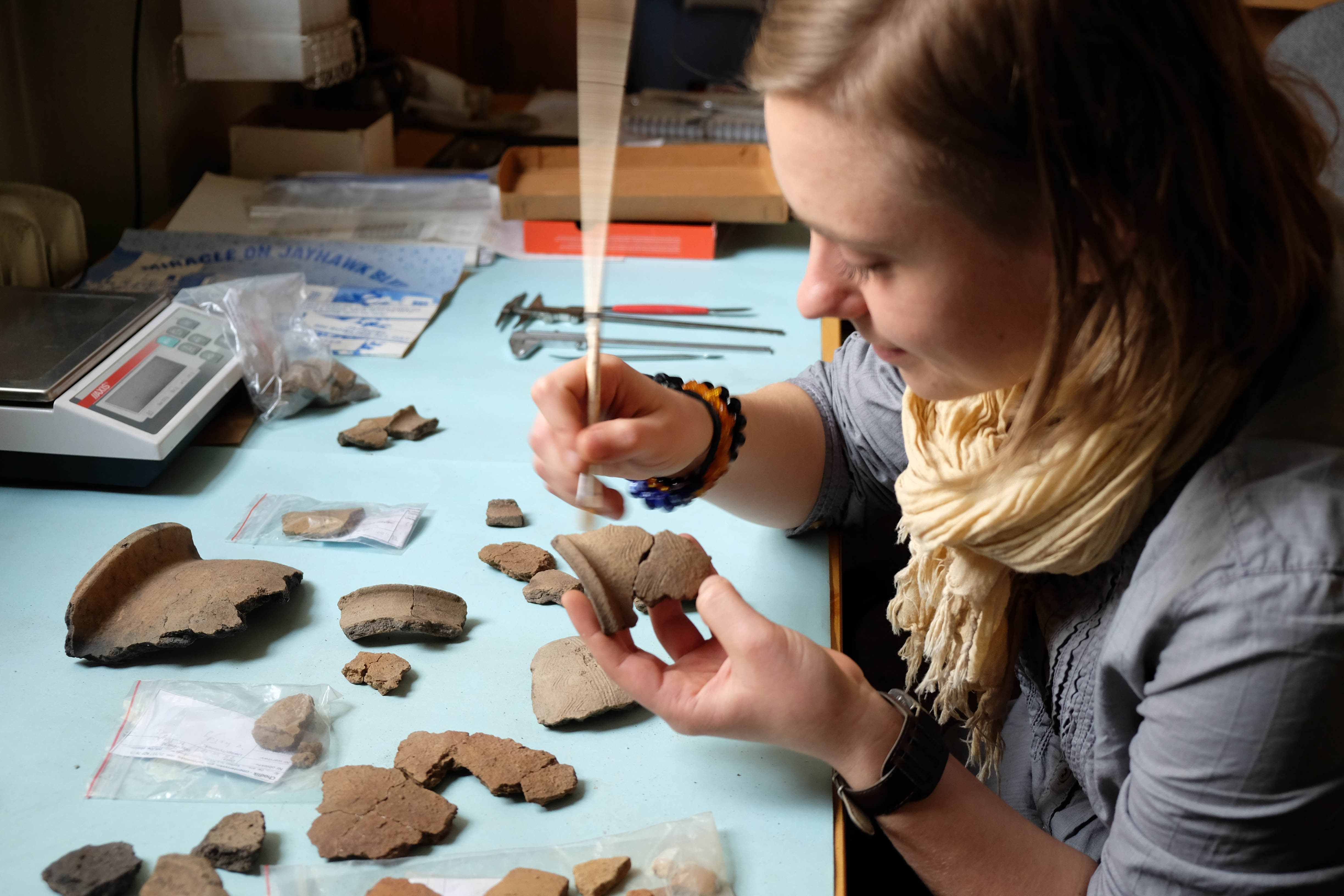
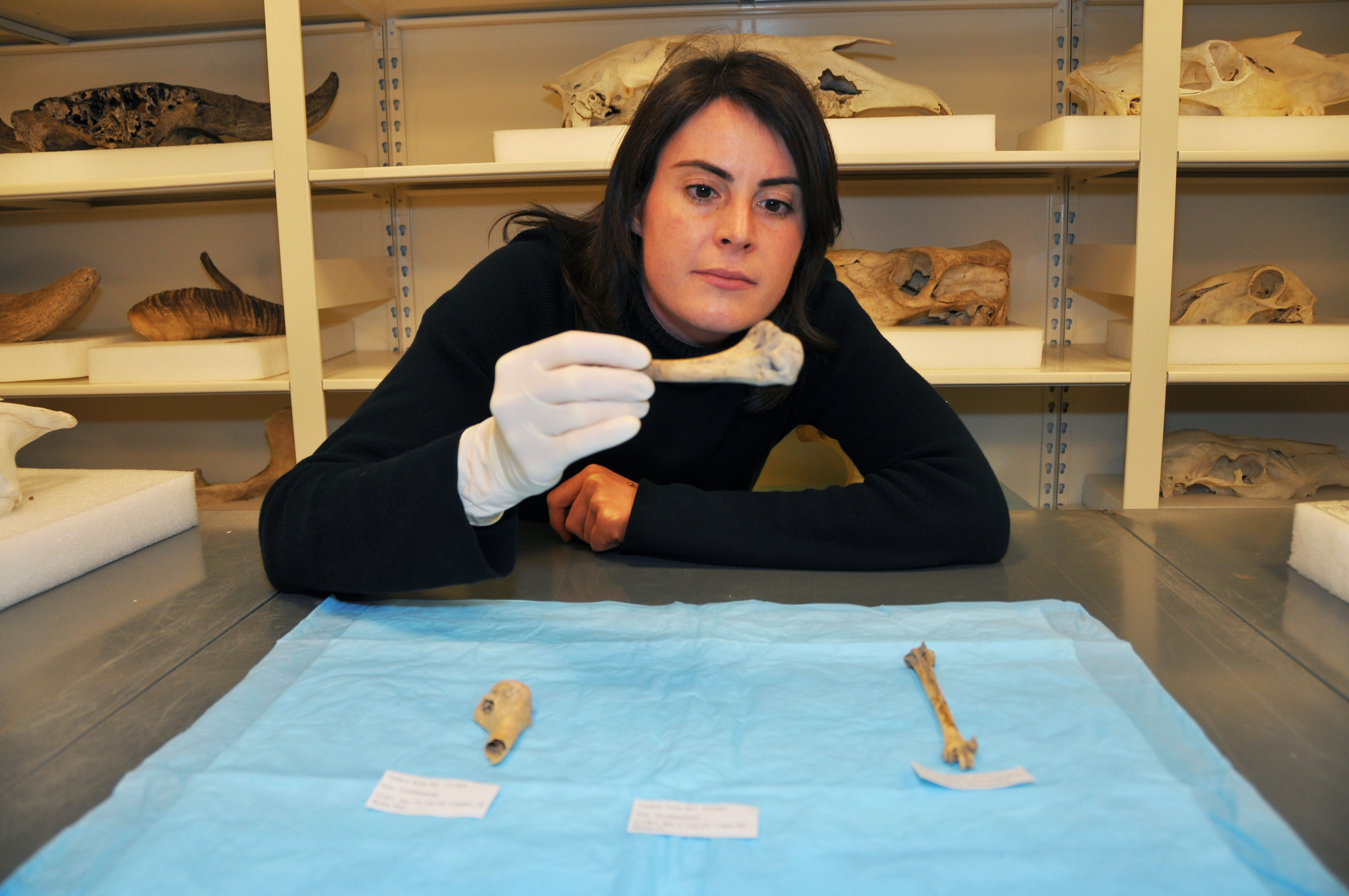
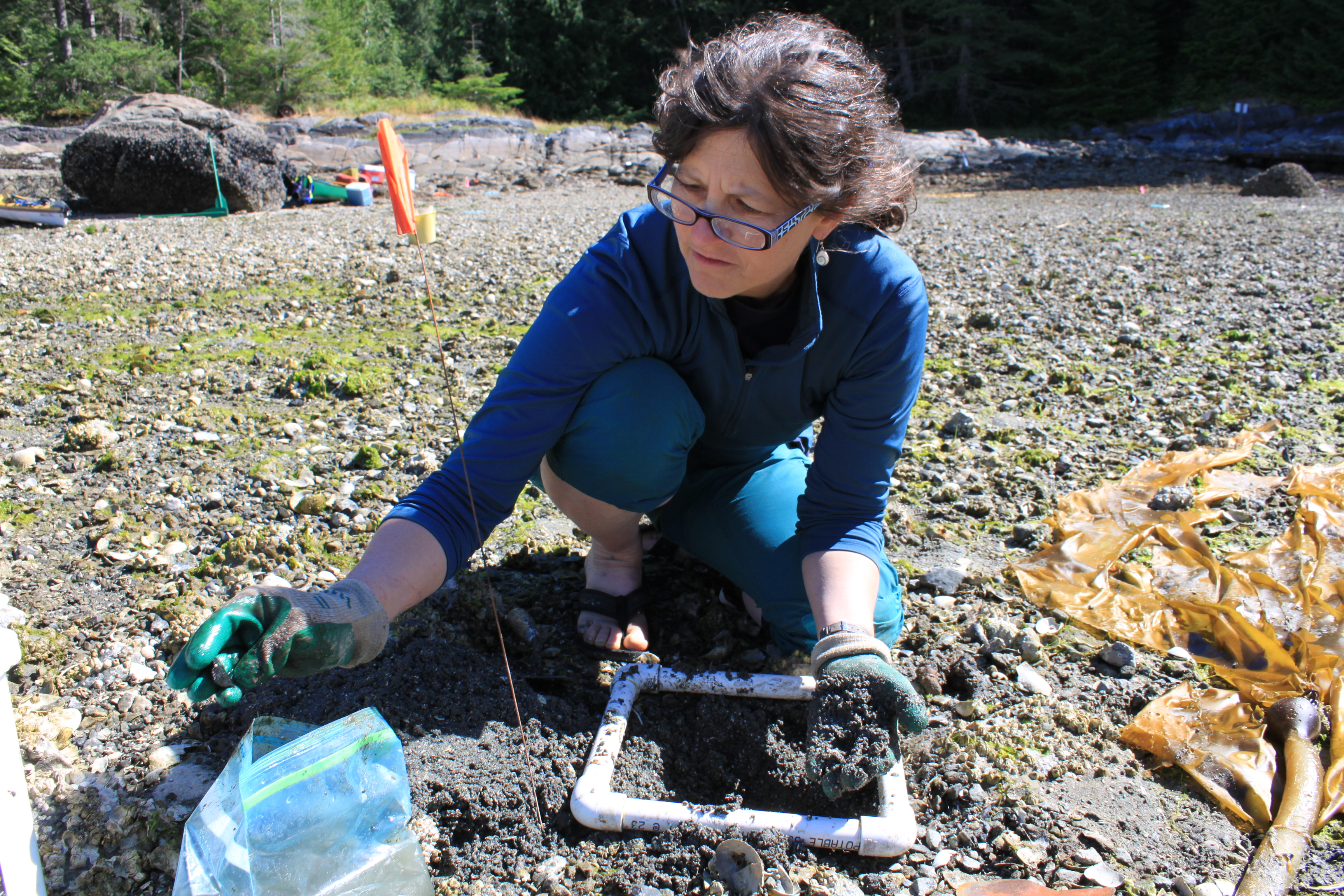
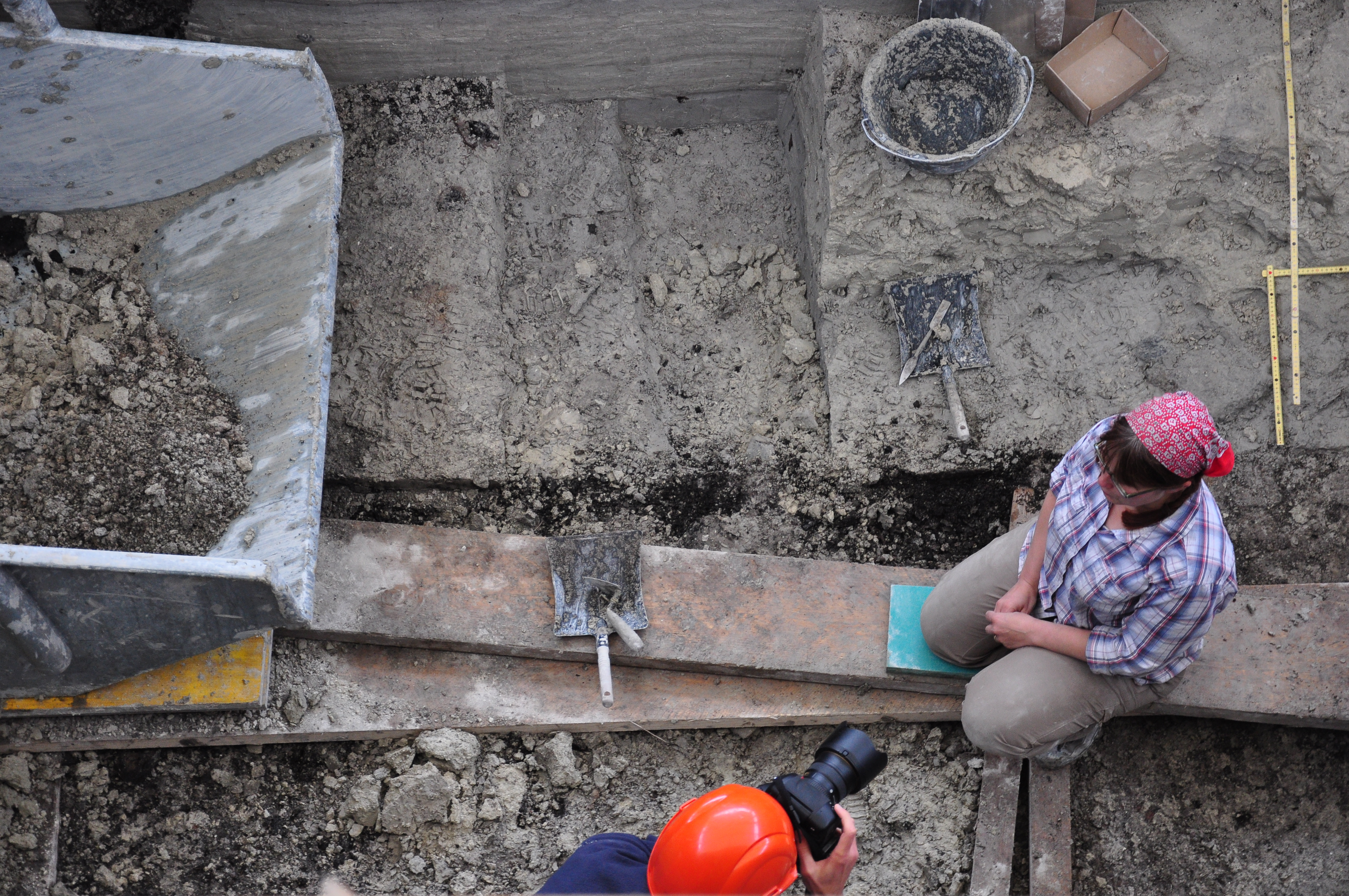